# علية سكن

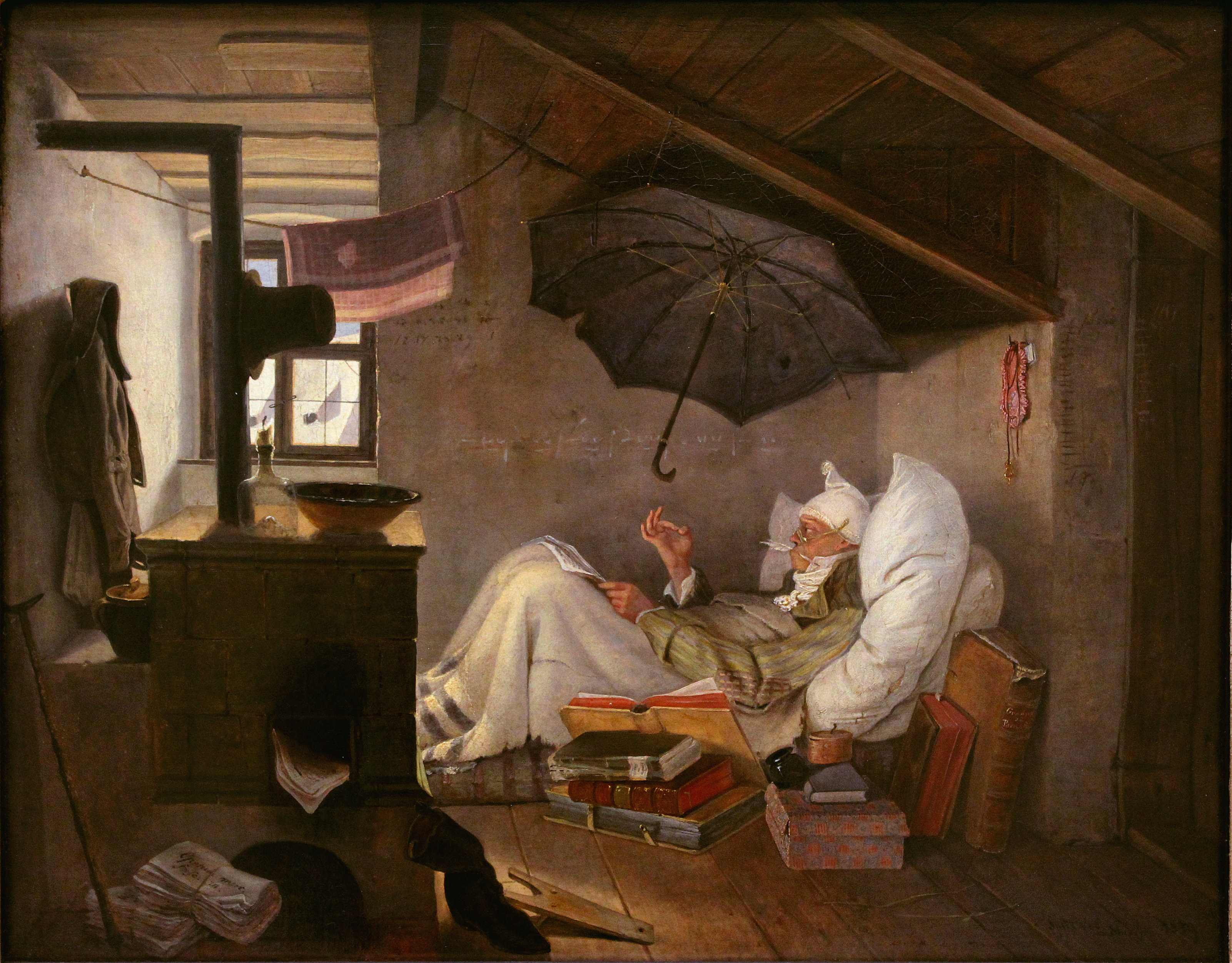
الشاعر الفقير عام 1839 ، يصور علية سكن

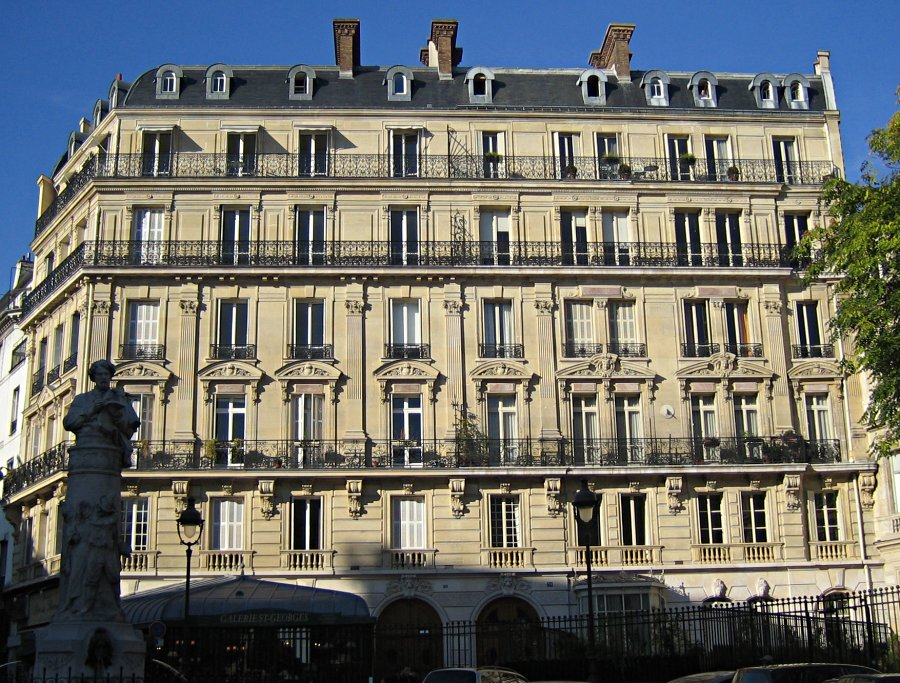
النوافذ في الطابق الأعلى هي نوافذ عليات سكن

علية أو سندرة سكن أو معيشة سندرة تُسكن، وهي مساحة معيشة في الجزء الأعلى من منزل أو مبنى أكبر يغلب أن تكون صغيرة كئيبة ضيقة ذات سقوف مائلة. كانت العليات أقل مكانة مرموقة في مبنى في أعلى الدرج خاصة في الأيام التي سبقت المصاعد.